# Summis desiderantes affectibus
Summis desiderantes affectibus var en påvlig bulla utfärdad den 5 december 1484 av påve Innocentius VIII som förord till boken Malleus Maleficarum, Häxhammaren.   
Originalspråket är latin och bullan är det viktigaste romersk-katolska dokumentet angående häxjakt. Bullan fördömer ett påstått utbrott av häxeri och kätteri i Rhendalen och ger Heinrich Kramer och Jacob Sprenger – författare till Malleus Maleficarum, Häxhammaren - i uppdrag att som inkvisitorer utrota häxeriet i Tyskland. 
Bullan kom att bli startskottet för den svåraste perioden av häxprocesser. Påven menade med bullan att alltför många människor försummade sin katolska tro för att istället vara försvurna åt djävulsdyrkan. I bullan gjordes en koppling mellan häxeri och förgöring vilket blev en av anledningarna till häxjakten.
Bullan gav påvligt godkännande för utredningen att fullfölja, korrigera, fängsla, bestraffa och straffa sådana personer som ansågs ha förtjänat det. Bullan upprepade huvudsakligen Kramers uppfattning av ett utbrott av häxeri och kätteri som hade inträffat i Rhendalen, inklusive diverse anklagelser.